# Древесина
Древеси́на:
- В обыденной жизни и технике древесиной называют внутреннюю часть дерева, лежащую под корой;
- в ботанике под древесиной, или ксилемой, подразумевают ткань или совокупность тканей, образовавшихся из прокамбия или камбия.
- в технике, по ГОСТ 23431—79: совокупность вторичных тканей (проводящих, механических и запасающих), расположенных в стволах, ветвях и корнях древесных растений между корой и сердцевиной.

Самые ранние из известных науке ископаемых древесных растений были обнаружены в 2011 году в канадской провинции Нью-Брансуик, где между 395 и 400 миллионами лет назад произрастал древний лес.

## Значение древесины
Человек использовал древесину на протяжении тысячелетий для многих целей, в первую очередь в качестве топлива, а также в качестве строительного материала, для изготовления орудий труда, оружия, мебели, тары, произведений искусства, бумаги, жилищ.
Благодаря годичным кольцам, которые в процессе роста из-за сезонных колебаний температуры или влажности образуют в своём стволе многие виды деревьев, изучением, поперечных оси роста деревьев, древесных спилов с помощью методов дендрохронологии, можно очень точно определить местность, где произрастало дерево, из которого было создано деревянное изделие или часть сооружения и год его вырубки. Изучение ежегодного изменения ширин годичных колец и анализ содержания в них некоторых изотопов элементов, позволяет понять состояние климата и атмосферы в древние времена.

## Образование древесины
Древесина является одной из составных частей сосудисто-волокнистого пучка и противопоставляется обыкновенно другой составной части пучка, происходящей из того же прикамбия или камбия — лубу, или флоэме. При образовании сосудисто-волокнистых пучков из прокамбия наблюдаются 2 случая: либо все прокамбиальные клетки превращаются в элементы древесины и луба — получаются так называемые замкнутые пучки (высшие споровые, однодольные и некоторые двудольные растения), либо же на границе между древесиной и лубом остаётся слой деятельной ткани — камбий и получаются пучки открытые (двудольные и голосеменные).
В первом случае количество древесины остаётся постоянным, и растение неспособно утолщаться; во втором благодаря деятельности камбия с каждым годом количество древесины прибывает, и ствол растения мало-помалу утолщается. У российских древесных пород древесина лежит ближе к центру (оси) дерева, а луб — ближе к окружности (периферии). У некоторых других растений наблюдается иное взаимное расположение древесины и луба (см. Сосудисто-волокнистые пучки). В состав древесины входят уже отмершие клеточные элементы с одеревеневшими, в основном толстыми оболочками; луб же составлен, наоборот, из элементов живых, с живой протоплазмой, клеточным соком и тонкой неодеревеневшей оболочкой. Хотя и в лубе попадаются элементы мёртвые, толстостенные и одеревеневшие, а в древесине, наоборот, живые, но от этого, однако, общее правило не изменяется существенно. Обе части сосудисто-волокнистого пучка отличаются ещё друг от друга и по физиологической функции: по древесине поднимается вверх из почвы к листьям так называемый сырой сок, то есть вода с растворёнными в ней веществами, по лубу же спускается вниз образовательный, иначе пластический, сок. Явления же одеревенения клеточных оболочек обусловливаются пропитыванием целлюлозной оболочки особыми веществами, соединяемыми обыкновенно под общим названием лигнина. Присутствие лигнина и вместе с тем одеревенение оболочки легко узнаётся при помощи некоторых реакций. Благодаря одеревенению, растительные оболочки становятся более крепкими, твёрдыми и упругими; вместе с тем при лёгкой проницаемости для воды они теряют в способности впитывать воду и разбухать.

## Химический состав древесины
В основном древесина состоит из холоцеллюлозы — около 70 % и лигнина — смесь полимеров родственного строения ароматической природы, не менее 20 %. В холоцеллюлозы входят гемицеллюлозы и целлюлоза, не менее 40 %.

## Свойства древесины
Для древесины основными и наиболее важными являются следующие свойства:
1. Механические: прочность, твёрдость, деформативность, удельная вязкость, эксплуатационные характеристики, технологические характеристики, износостойкость, способность удерживать крепления, упругость;
2. Физические: внешний вид (текстура, блеск, окраска), влажность (усушка, коробление, водопоглощение, гигроскопичность, плотность), тепловые (теплопроводность), звуковые (акустическое сопротивление, звукопроводность), электрические (диэлектрические свойства, электропроводность, электрическая прочность);
3. Химические свойства.

Древесина является анизотропным материалом, то есть материалом с неодинаковыми свойствами по направлениям относительно волокон. (Так, например, усушка вдоль волокон меньше, чем поперёк волокон, а усушка в радиальном направлении меньше, чем в тангентальном. Различны также, в зависимости от направления волокон, влагопроводность, паропроницаемость, звукопроводность и некоторые другие характеристики).
- Прочность древесины — способность сопротивляться разрушению под действием механических нагрузок. Различают прочность на сжатие и растяжение по направлениям приложения нагрузки — продольной и поперечной; статический изгиб.
- Твёрдость древесины — способность древесины сопротивляться внедрению в неё более твёрдого тела. Для оценки твёрдости древесины используется тест Янка
- Износостойкость — способность древесины сопротивляться износу, то есть постепенному разрушению её поверхностных зон при трении. Износ боковых поверхностей больше, чем торцовых; износ влажной древесины больше, чем сухой.
- Влажность древесины. Различают абсолютную и относительную влажность древесины.
  - Абсолютная влажность древесины — это отношение веса содержащейся в древесине влаги по отношению к массе абсолютно сухой древесины, выраженная в процентах. (Если образец 300 г после сушки стал весить 200 г, то его абсолютная влажность (300—200)/200*100 % = 50 %)
  - Относительная влажность древесины — это отношение веса содержащейся в древесине влаги к весу сырой древесины, выраженное в процентах.

(Если образец 300 г после сушки стал весить 200 г, то его относительная влажность (300—200)/300*100 % = 33 %)
Влажность древесины определяется следующим образом: измеряется масса пробы влажного материала, затем измеренная проба высушивается в сушилке при температуре 100—105 °С, затем происходит повторное взвешивание, но уже сухого материала. Разница между массой влажного и сухого материала как раз и определяет количество воды, содержащееся в образце.
Для практических целей наибольшую важность имеет показатель абсолютной влажности древесины, так как именно этот показатель используется в технологических расчетах. (Например, для производства фанеры лущёный шпон сушат до абсолютной влажности 4—6 %. Усушка древесины (то есть уменьшение её линейных размеров и объема) начинается при уменьшении влажности от 30 % до абсолютно сухого состояния.
Древесину по абсолютной влажности делят на следующие категории:
- сырая — 23 % и более
- полусухая — 18—23 %
- воздушно-сухая — 12—18 %
- комнатно сухая — 8 %
- абсолютно сухая — менее 6 %.

| Наименование     | Абсолютная влажность в % | Условия образования                |
| ---------------- | ------------------------ | ---------------------------------- |
| Мокрая древесина | более 100 %              | долговременное нахождение в воде   |
| Свежесрубленная  | 50—100 %                 |                                    |
| Воздушно-сухая   | 15—20 %                  | долговременное хранение на воздухе |
| Комнатно-сухая   | 6—10 %                   |                                    |
| Абсолютно сухая  | 0 %                      |                                    |

Влажность свежесрубленной древесины в зависимости от месяца рубки (в процентах к абсолютно сухому весу древесины)
| Тип древесины / Месяц | 01  | 02  | 03  | 04  | 05  | 06  | 07  | 08  | 09 | 10  | 11  | 12  |
| Сосна: заболонь       | 122 | 116 | 135 | 153 | 102 | 102 | 109 | 100 | 96 | 119 | 123 | 123 |
| Сосна: ядро           | 33  | 33  | 35  | 33  | 33  | 32  | 31  | 31  | 33 | 34  | 32  | 34  |
| среднее значение      | 83  | 86  | 89  | 92  | 85  | 84  | 85  | 80  | 84 | 92  | 94  | 97  |

Чем больше влажность древесины, тем сложнее её использовать в производстве. Сырая древесина хуже клеится; если при производстве каких-либо изделий использовалась влажная древесина, то по мере её высыхания в предмете могут появляться трещины и щели между досками. Для предотвращения этого необходимо произвести предварительную сушку древесины.
- Гигроскопичность — свойство материала поглощать влагу из окружающей среды. Данное свойство зависит от влажности древесины. Сухая древесина обладает большей гигроскопичностью, чем влажная. Для уменьшения скорости поглощения влаги материал покрывают масляными красками, эмалями или лаками. Количество гигроскопически поглощенной влаги мало зависит от породы древесины. Максимальная влажность древесины, которая может быть достигнута вследствие поглощения влаги из окружающей среды при 20°С составляет 30 % (абсолютных) и почти не зависит от породы древесины[10]. В отличие от водопоглощения, гигроскопичность не зависит от пористости древесины.
- Водопоглощение — свойство погруженного в воду материала впитывать её в жидком состоянии. Водопоглощение древесины зависит от её пористости. Вследствие водопоглощения, в отличие от гигроскопичности, может быть достигнута влажность древесины значительно большая 30 %.
- Пористость — отношение объёма пор к общему объёму древесины. Для древесины различных видов пористость имеет разное значение, но в среднем разбег её значения составляет 30—80 %.
- Разбухание древесины проявляется при нахождении материалов при повышенной влажности воздуха длительное время.
- Усушка — изменение размеров при потере влаги древесиной в результате сушки. Усушка происходит естественным образом. Прямым следствием усушки является образование трещин.
- Коробление происходит в результате неравномерной сушки древесины. Высыхание древесины происходит быстрее в слоях более удалённых от сердцевины, поэтому если сушка производилась с нарушением технологии, происходит изменение формы древесины, она коробится. Коробление под действием усушки различно по разным направлениям. Вдоль волокон оно незначительно и составляет примерно 0,1 %. Изменения размеров поперёк волокон более значительны и могут составлять 5—8 % от начального. Кроме того, коробление часто сопровождается появлением трещин в древесине, что сильно сказывается на качестве конечного продукта.

Коробления и образования трещин можно избежать при соблюдении технологии сушки и при использовании определённых техник во время сборки изделий. Так, например, в брёвнах на всю длину материала делаются продольные разгрузочные пропилы, которые снимают внутренние напряжения, образующиеся при усушке.
- Растрескивание — результат неравномерного высыхания наружных и внутренних слоёв древесины. Процесс испарения влаги продолжается до тех пор, пока количество влаги в древесине не достигнет определённого предела (равновесного), зависящего напрямую от температуры и влажности окружающего воздуха.
- Теплопроводность. В отличие от других строительных материалов, древесина является менее теплопроводной. Это позволяет использовать её для теплоизоляции помещения.
- Звукопроницаемость — способность материала проводить звуковые волны. Если по теплопроводности древесина — более предпочтительный материал, то по звукопроницаемости древесина проигрывает другим строительным материалам. В связи с этим при строительстве стен и деревянных перекрытий необходимо использовать дополнительные материалы (засыпки), снижающие показатель звукопроницаемости.
- Электропроводность— способность материала проводить электрический ток. Данное свойство у древесины напрямую зависит от влажности.
- Цвет — своеобразный индикатор, показывающий качество, возраст и состояние древесины. Качественная и здоровая древесина имеет равномерный цвет без пятен и прочих вкраплений. Если в древесине присутствуют вкрапления и пятна, это свидетельство её загнивания. Цвет древесины может изменяться также под влиянием атмосферных условий.
- Запах зависит от содержания в древесине смол и дубильных веществ. Свежесрубленное дерево имеет более сильный запах, а по мере высыхания дерева и испарения влаги и эфирных смол запах ослабевает.
- Текстура — рисунок, образующийся при распиливании дерева. Плоскость распила пересекает годичные кольца и слои древесины, образовавшиеся в разное время, в результате образуется характерный узор годичных линий, по которому и отличают древесину от других материалов.
- Плотность древесины — различают плотность древесного вещества и древесины.
  - Плотность древесного вещества — масса единицы объёма древесины без учёта пустот и влаги. Эта плотность не зависит от породы древесины и составляет от 1,499 до 1,564 и в среднем принимается 1,54 г/см³.
  - Плотность древесины — это масса единицы объёма древесины в естественном состоянии, то есть с учётом влаги и пустот. Плотность древесины существенно зависит от влажности. С увеличением влажности плотность древесины возрастает По плотности все породы делятся на три группы (при влажности древесины 12 %)[11]:

| Тип                       | Плотность, кг/м3 | Примеры пород         |
| ------------------------- | ---------------- | --------------------- |
| Породы с малой плотностью | <550             | Ель, сосна, липа      |
| Породы средней плотности  | 550-750          | Дуб, береза, вяз      |
| Породы высокой плотности  | >750             | Кизил, граб, фисташка |

- Наличие пороков — особенностей и недостатков строения древесины и ствола дерева, возникающих во время его роста или после спиливания. Отдельные группы пороков могут возникать в древесине при обработке её человеком (дефекты обработки древесины) или при поражении её грибами.

## Породы древесины
Хвойные деревья, а именно сосна, ель, кедр, относятся к голосеменным растениям, они поставляют основную часть древесины, используемой человечеством («мягкие породы»). Покрытосеменные растения делятся на два класса — однодольные и двудольные. Древесная ткань есть у немногих из однодольных (бамбук, пальмы, юкка), она находит ограниченное применение. К двудольным относятся важные лиственные («твердые») породы — дуб, эвкалипт, клен, древесина которых находит широкое применение в производстве мебели и отделочных материалов.

### Ценные породы древесины
Ценность различных пород древесины заключается в их прочности, долговечности и неповторимости рисунка. Такая древесина используется для изготовления красивой мебели, паркета, дверей, различных предметов интерьера, считающимися элитными, учитывая исходно высокую стоимость и размер усилий, затрачиваемые на её обработку. В России наиболее распространены следующие породы: дуб, вишня, бук, груша, сосна палисандр, махагони, грецкий орех, клён (белый, сахарный, остролистный).

### Основные эксплуатационные показатели
- Твёрдость — показатель срока службы верхнего слоя древесины. Чем выше твёрдость, тем медленнее идёт износ. Одним из показателей твёрдости является шкала Янка.
- Стабильность и уровень усадки — показывает совместимость различных пород древесины при совместном использовании (в паркете, инкрустациях и т. п.). Также показывает пригодность их использования в различных климатических условиях.
- Степень окисления — показывает изменение цвета древесины под воздействием света. Чем выше степень, тем больше темнеет древесина.
- Выразительность текстуры — влияет на зрительное восприятие человеком. При большей контрастности создаётся больший возбуждающий эффект.
- Стойкость к нагрузкам — способность древесины выдерживать те или иные нагрузки.

Для каждой породы (иногда даже для различных частей дерева) все его свойства могут быть различны, это зависит от условий, в которых росло то или иное дерево.

## Применение

### Как топливо
Древесина была первым видом топлива, её использовали ещё древнейшие люди: на их стоянках обнаруживают очаги с золой. В настоящее время из древесины получают топливо с различными свойствами: дрова, щепу, древесный уголь, древесную пыль, древесные гранулы и брикеты. Измельчённая и спрессованная древесина имеет более высокую плотность (это повышает КПД), не имеет проблем с влажностью и цвелью, в отличие от дров, такое биотопливо перевозить рационально, но опасно и не всегда удобно, так как оно крошится и воспламеняется легче дров.
Дрова заготавливают и измеряют: объёмная единица дров — кубический метр, а весовая — тонна. В единице объёма дров мало калорий; поэтому дрова нерационально перевозить далеко от мест заготовки.

##### Зольность
Древесина — один из наименее засорённых золой видов топлива. На сухое вещество зольность составляет Az = 1 %, лишь для сплавных дров она в единичных случаях незначительно повышается до Ас = 2 % из-за песка в древесной коре. Опытами доказано, что сплавные дрова не накапливают чрезмерной влаги и быстро высыхают, не меняя топливных свойств.

##### Влажность
По влажности дрова разделяются на сухие (≤25 %), полусухие (25—35 %) и сырые (>35 %).

##### Свойства при сгорании
Преимущества древесного топлива — лёгкая воспламеняемость, отсутствие серы и малозольность. Теплотворная способность воздушно-сухих дров около 3000 ккал/кг (12,6 МДж/кг). Она мало зависит от породы дров. Из-за того что дрова покупают по объёму, может показаться, что разница есть, например, вес 1 м3 дубовых или берёзовых дров больше, чем еловых или осиновых. Разные породы деревьев различны по молекулярному строению, потому температура, цвет и форма огня может различаться.

### Как сырьё
Древесина служит исходным сырьём для выработки более двадцати тысяч продуктов и изделий:
- В строительстве,
- В авиастроении (дельта-древесина, или бакелитовая фанера),
- В судостроении (в осн. гребные и парусные суда),
- В мебельном производстве,
- В производстве бумаги.

#### В строительстве
Деревянными могут быть любые строительные конструкции, в том числе:
- Сруб,
- Опалубка,
- Строительные леса,
- Ферма,
- Перекрытия,
- Стены,
- Потолки,
- Окна и двери.

Древесина как отделочный материал:
- Фанера,
- Паркет, паркетная доска, паркетный щит[13],
- Настенные панели,
- Плинтусы, галтели и уголки,
- Столярная плита,
- Вагонка.

#### В мебельном производстве
Мебелью могут быть:
• Шкафы,
• Полки,
• Столы,
• Стулья,

• Табуретки.

### Как поделочный материал
Для резьбы по дереву чаще всего используется древесина липы. Древесина липы мягкая и легко режется острым инструментом.

## Переработка древесины
Способы переработки древесного сырья делят на три группы: механические, химико-механические и химические.
Механическая переработка древесины заключается в изменении её формы пилением, строганием, фрезерованием, лущением, сверлением, точением (на токарном станке), резьбой, раскалыванием и измельчением. В результате механической обработки получают разнообразные товары народного потребления и промышленного назначения, продукцию и сырьё для смежных перерабатывающих отраслей промышленности. Механическим истиранием древесины получают волокнистые полуфабрикаты.
При химико-механической переработке получают промежуточный продукт из древесины, однородный по составу и размерам, — специально резаную стружку, дроблёный шпон. Промежуточный продукт, получаемый механическим способом, покрывают связующим веществом. Под действием температуры и давления происходит реакция полимеризации связующего, в результате чего промежуточный древесный продукт прочно склеивается. При химико-механической переработке получают фанеру, столярные, древесностружечные и цементно-стружечные плиты, арболит и фибролит. Химико-механический способ используют при получении волокнистых полуфабрикатов в целлюлозно-бумажной промышленности.
Химическая переработка древесины осуществляется термическим разложением, воздействием на неё растворителей щелочей, кислот, кислых солей сернистой кислоты.
Термическое разложение или пиролиз древесины, осуществляется нагреванием древесины при высокой температуре без доступа воздуха. При пиролизе получают твёрдые, жидкие и газообразные продукты. Из них наибольшее практическое значение имеет древесный уголь.
При помощи растворителей из древесины, предварительно измельчённой в щепу, извлекают различные экстрактивные вещества. При экстракции водой получают дубители. Клеящие свойства камеди, извлекаемой водой из древесины лиственниц используются в полиграфической, текстильной и спичечной промышленности. При экстракции бензином пнёвого осмола, измельчённого в щепу, из древесины извлекают канифоль. Её широко используют для получения высококачественной бумаги, как заменитель жиров в мыловарении, для производства лаков, линолеума, резины, электротехнических и других изделий.

### При производстве клеёной древесины
- Распил на доски.
- Сушка в сушильной камере до достижения необходимого коэффициента влажности.
- Контроль заготовок на предмет дефектов.
- Пропитка антисептическими средствами (препятствует развитию плесени внутри конструкции и гниению дерева) и антипиренами.
- Склейка обработанных заготовок.
- Прессование изделий на специальном оборудовании до полного высыхания клея.
- Обработка полученного клеёного бруса: профилирование, торцевание и придание товарного вида.

### Переработка древесины в целлюлозно-бумажном производстве
Для производства бумаги и картона широко применяются волокнистые полуфабрикаты в виде древесной массы и целлюлозы. Для нужд бумажного и картонного производства используется около 93 % целлюлозы. Остальная часть служит сырьём для химической переработки на искусственное вискозное или ацетатное волокно, киноплёнку, пластмассу, бездымный порох, целлофан и другие продукты.

### Переработка древесины при производстве древесно-волокнистых плит
Плиты находят широкое применение в строительстве, малоэтажном стандартном домостроении, автомобиле- и судостроении, производстве мебели, контейнеров и ящиков. Для производства древесно-волокнистых плит используют древесное сырьё, предварительно измельчённое в щепу. Потребление 1 млн плит, изготовленных из отходов, сберегает 54 тыс. м³ круглых деловых лесоматериалов.
Древесина содержит целлюлозу и гемицеллюлозы — естественные высокомолекулярные полимеры — полисахариды, которые путём реакции присоединения воды можно опять превратить в простые сахара. Эта реакция, называемая гидролизом, позволяет перерабатывать древесину в пищевые и кормовые продукты.

## Торговля древесиной
По состоянию на 2017 год древесина (необработанные лесоматериалы) занимали 219-е место среди наиболее торгуемых продуктов на мировом рынке, объем сделок оценивается в 14,5 млрд долл. США.
Крупнейшими экспортерами были:
- Новая Зеландия ($2 млрд долл. США) — 14 %
- США ($1,87 млрд долл. США) — 13 %
- Россия ($1,48 млрд долл. США) — 10 %
- Папуа-Новая Гвинея ($0,558 млрд долл. США) — 3,9 %
- Канада ($0,550 млрд долл. США) — 3,8 %

Крупнейшие импортеры:
- Китай ($8,64 млрд долл. США) — 60 %
- Австрия ($0,669 млрд долл. США) — 4,6 %
- Германия ($0,621 млрд долл. США) — 4,3 %
- Южная Корея ($0,506 млрд долл. США) — 3,5 %
- Япония ($0,486 млрд долл. США) — 3,4 %

Древесина является ключевым экспортным товаров таких стран как Соломоновы Острова и Центрально-Африканская Республика.

### В России
За 2007—2013 годы Россия потеряла $30 млрд из-за ограничений экспорта круглого леса, такое заключение сделал журнал «Лесная индустрия». Снижение объёмов экспорта необработанной древесины наблюдалось в течение пяти лет с 2008 г., когда правительство России повысило пошлину на её экспорт, стараясь простимулировать приток инвестиций в деревообработку. Если в 2007 г. страна поставила на экспорт 75,55 млн м3 на сумму $6,03 млрд, то в 2008 г. произошло снижение до 48,6 млн м3 ($4,5 млрд), в 2009 г. — 21 652 млн м3 ($1,9 млрд), в 2010 г. — 21,24 млн м3 ($1,855 млрд), в 2011 г. — 20,93 млн м3 ($1,998 млрд), в 2012 г. — 17,6 млн м3 ($1,53 млрд). С 2007 г. стоимость внешних поставок кругляка упала на 46 %. Если предположить, что без введения запретительной ставки экспорт необработанной древесины остался бы на уровне 2007 г., то за шесть лет недополученный доход от экспорта составляет $30 млрд. Россия быстро потеряла первое место среди поставщиков кругляка в Китай — крупнейший по объёмам импорта рынок. Её долю «отъели» Канада и Новая Зеландия, нарастившие поставки в Поднебесную, несмотря на мировой финансовый кризис.